# NGC 4558
NGC 4558 في الفهرس العام الجديد، هي مجرة، تقع في كوكبة الهلبة. اكتشفت في 19 أبريل 1827 بواسطة جون هيرشل.

## روابط خارجية
- NGC 4558 على موقع ويكي سكاي: DSS2, SDSS, GALEX, IRAS, Hydrogen α, X-Ray, Astrophoto, Sky Map, Articles and images